# 三枝康高
三枝 康高（さいぐさ やすたか、1917年2月11日 - 1978年3月27日）は、日本近代文学研究者、文芸評論家、元静岡大学教授。
神奈川県出身。静岡県立静岡中学校卒業。旧制姫路高等学校文科甲類卒業。東京帝国大学文学部卒業。在学中に亀井勝一郎、太宰治と相知り、『日本浪漫派』に参加。創作・評論活動をおこない、戦後静岡大学教育学部助教授、のち教授。
1959年「日本浪曼派の運動」のほか、太宰、川端康成、三島由紀夫など昭和期作家、および国学の研究・評論に幅広く活躍した。

## 著書
- 大人前 杓谷熊平 1939
- 谷崎潤一郎 福村書店 1957（国語と文学の教室）
- 太宰治とその生涯 現代社 1958
- 日本浪曼派の運動 現代社 1959
- 思想としての戦争体験 桜楓社出版 1960
- 川端康成 有信堂 1961（文化新書）
- 近代文学の理想像 塙選書 1961
- 現代知識人の心情 戦後名作鑑賞 信貴書院 1961
- 賀茂真淵 吉川弘文館・人物叢書 1962
- 太宰治 ナルシシズムと愛 有信堂 1962
- 戦後文学の流れ 有信堂 1963（文化新書）
- 文学による太平洋戦史 第1 有信堂 1965
- 文学教材の構造をつかむ読解 明治図書出版 1966
- 国学の運動 風間書房 1966
- 現代史のなかの作家たち 人間疎外と文学 有信堂叢書 1966
- 日本浪曼派の群像 有信堂叢書 1967
- 太宰治と無頼派の作家たち 南北社 1968
- 構造分析の読解 明治図書出版 1969
- 谷崎潤一郎論考 明治書院 1969
- 文学の指導過程 国土社 1970
- 愛と情熱の主人公たち 現代名作鑑賞 有信堂 1972
- 森鷗外その詩と人生観 桜楓社 1972
- 国語教材の読解と授業 新光閣書店 1973
- 作家との対話 わが青春の試み 南窓社 1973
- 井上靖 ロマネスクと孤独 有信堂 1973
- 昭和文学史の論点 近代と反近代の系譜 桜楓社 1974
- 静岡藩始末 大政奉還後の徳川家 新人物往来社 1975
- 太宰治とその周辺 無頼派の作家と作品 有信堂 1975
- 三島由紀夫・その血と青春 桜楓社 1976
- 現代文学のなかの戦後 笠間書院 1978.1
- 川端康成・隠された真実 新有堂 1979.6
- 三枝康高著作選集 1 太宰治 新有堂 1980.9 - 本巻のみ

## 共編著
- 文学の読解 文学教育の会共著 くろしお出版 1965
- 川端康成入門（編）有信堂 1969
- 三島由紀夫 その運命と芸術（編）有信堂 1971

## 家族
- 父 三枝恵作 - 海軍軍医中尉
- 娘 丸茂ジュン - 作家
- 弟 三枝正裕 - 心臓血管外科学 東京大学教授
- 弟 三枝充悳 - インド哲学 筑波大学教授